# Giovanni Battista Caprara
Giovanni Battista Caprara Montecuccoli (29 de mayo de 1733, Boloña-21 de junio de 1810, París) fue un diplomático y cardenal italiano, arzobispo de Milán y legado papal de Pío VII ante la corte de Napoleón Bonaparte, ayudando a pactar el Concordato de 1801.

## Primeros años y estudios
Caprara nació en Boloña el 29 de mayo de 1733, hijo del conde Francesco Raimondo Montecuccoli y la condesa Maria Vittoria Caprara. Más tarde, él tomaría el apellido de su madre. Estudió en el Colegio Nazareno de Roma, y más tarde ingresaría a la Universidad La Sapienza, donde obtuvo un doctorado in utroque iure, el 23 de septiembre de 1755.
En 1755 entraría a la administración de la Iglesia, como referendario del Tribunal Supremo de la Signatura Apostólica y vicelegado papal en Rávena entre 1758 y 1761. Fue apuntado arzobispo titular de Iconio el 1 de diciembre de 1766, siendo consagrado en el Palacio del Quirinal el 8 de diciembre siguiente por el papa Clemente XIII.

## Trabajo diplomático

### Nuncio apostólico
Luego de su consagración como obispo, Caprara realizará variados trabajos diplomáticos, como enviado de la Santa Sede. Entre 1767 y 1775 sirvió en Colonia como nuncio apostólico, donde debió lidiar con el movimiento febroniano. En 1772 visitó Holanda y el Reino Unido.
Debido a problemas de salud, en 1755 Caprara es apuntado nuncio en Lucerna, y en 1785 se trasladó a Viena, donde residió hasta 1793. La Secretaría de Estado de la Santa Sede se mostró insatisfecha con su acción en Viena, debido a su actitud complaciente y pasiva frente a las reformas religiosas realizadas por el emperador José II de Austria, que buscaba hacer a la Iglesia católica una herramienta del Estado, independiente del Papado. Debido a ello es nombrado cardenal en 1792 por el Papa Pío VI, con el título de San Onofre.
En 1796, mientras Napoleón Bonaparte conquistaba el norte de Italia, durante la Guerra de la Primera Coalición, Caprara se mantuvo favorable al avance francés, quizás buscando su propio beneficio, ya que poseía tierras e intereses en la zona boloñesa. Apoyó a la recién creada República Transpadana, a pesar de sus fuertes medidas anticlericales. Durante esta época se le conocería con el sobrenombre de cardenal jacobino. Apoyó la firma del Tratado de Tolentino en 1797, que imponía la rendición de los Estados Pontificios.
Caprara participaría en el cónclave de 1799-1800 en Venecia, que eligió al papa Pío VII, con quien mantenía buenas relaciones cuando éste era obispo de Imola, acompañándolo a Roma. El 11 de agosto de 1800 fue nombrado obispo de Iesi.

### Legado papal en Francia
Tras la firma del Concordato de 1801, entre Pío VII y Napoleón, este último pidió un legado papal en Francia, para que residiera en París. Napoleón elegiría a Caprara, esperando poca o nula oposición a su elección. Caprara fue apuntado legato a Latere el 24 de agosto de 1801, llegando a París el 4 de octubre siguiente.

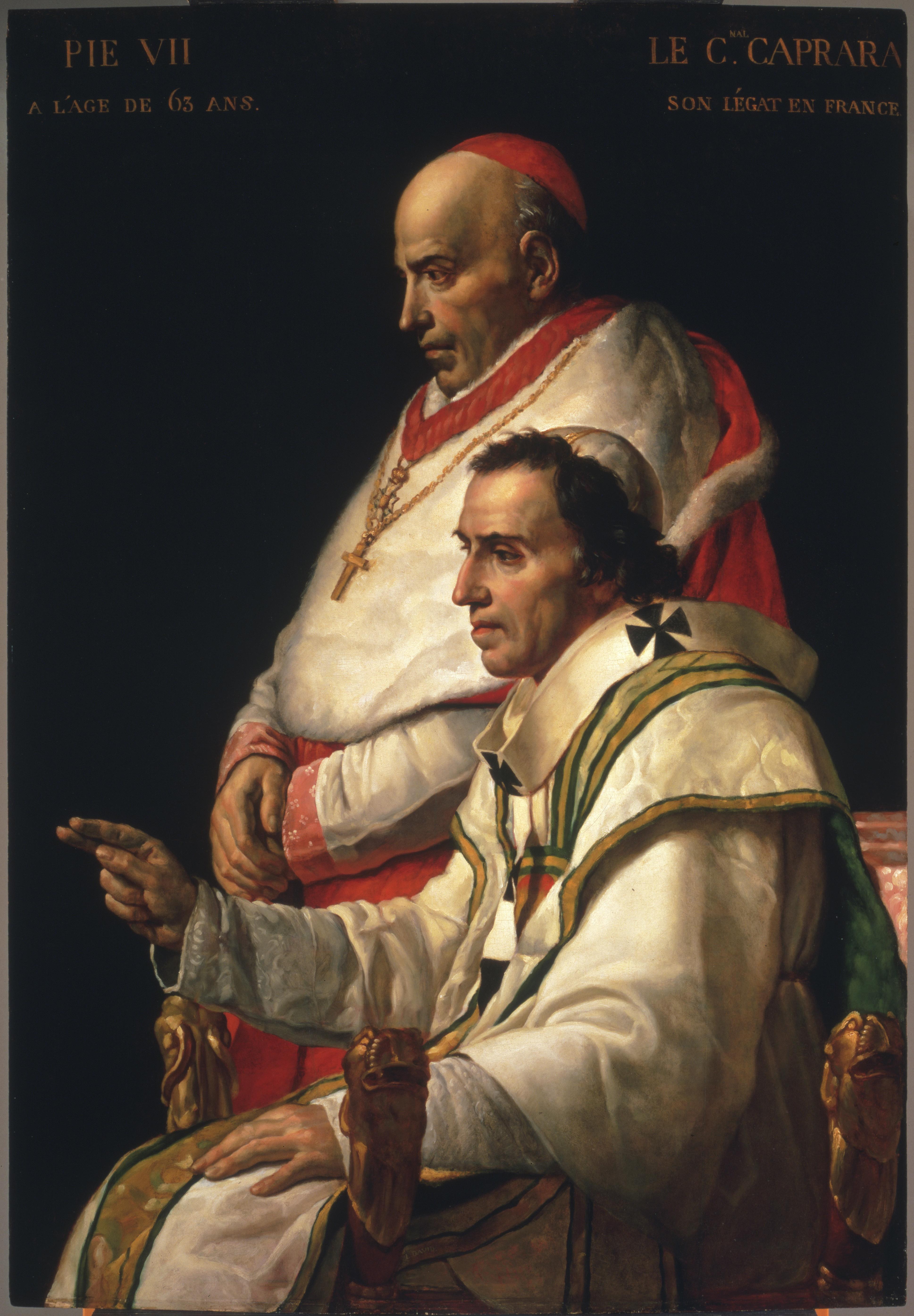
Cardenal Giovanni Battista Caprara junto al Papa Pío VII. Detalle de La coronación de Napoleón, obra del mismo autor. Jacques-Louis David, h. 1805/07.

Durante las negociaciones para ejecutar los puntos del Concordato de 1801, mostró un espíritu conciliador en el trato con los diez obispos constitucionales que iban a ser nombrados en las diócesis de reciente creación; de hecho, fue contrario a las instrucciones específicas de Roma, debido a la presión persistente ejercida por Napoleón. El cardenal Caprara ofició la restauración solemne del culto público en la catedral de Notre-Dame el día de Pascua del 18 de abril de 1802, a la que asistieron el general francés, altos funcionarios del Estado, y los nuevos dignatarios eclesiásticos. En una carta escrita el 18 de agosto de 1803, protestó contra los artículos orgánicos agregados al Concordato por el Gobierno francés.

## Arzobispo de Milán
En noviembre de 1801, el arzobispo de Milán Filippo Maria Visconti fue invitado por Charles Maurice de Talleyrand a Lyon, para participar de la fundación de la República Italiana napoleónica, pero el 30 de diciembre Visconti murió mientras asistía a un banquete. Napoleón llegó a Lyon el 11 de enero de 1802, y propuso a Caprara como nuevo arzobispo. Pío VII se mostró de acuerdo, por lo que en mayo de 1802, Caprara fue nombrado arzobispo de Milán.
Caprara, sin embargo, retuvo su posición como legado papal en Francia hasta su muerte y continuó viviendo en París. Visitó Milán solo entre el 2 de abril de 1805 y el 26 de julio de 1805, para bendecir la Corona de Hierro que Napoleón se autocolocó sobre su cabeza, en la Catedral de Milán, en su nueva dignidad de rey de Italia. Durante el ausencia de Caprara de Milán, la diócesis fue gobernada por el vicario general Carlo Bianchi, quien tuvo que lidiar con los comandos anticlericales del Reino de Italia, como el juramento de los profesores de los seminarios a la Secretaria de Culto estatal y la supresión forzosa de la mayoría de las cofradías.

## Últimos años y muerte
Caprara vivió en París hasta su muerte. Las relaciones con Napoleón se fueron haciendo más tensas con los años, y su complacencia trajo insatisfacción de parte del Papa. En 1808, la situación colapsó con la entrada del ejército napoleónico a los Estados Pontificios. Luego de la ocupación de Roma por las tropas francesas el 2 de febrero, Caprara renunció a la legación, pero no abandonó París, a pesar de la orden papal de hacerlo. En 1809, cuando Pío VII ya se encontraba prisionero en Savona, Caprara rogó al Papa apoyar a Napoleón,  algo que fue rechazado de plano. Mientras tanto, su salud decaía, lo que lo salvó del bochorno relacionado con el divorcio y segundo matrimonio de Napoléon (abril de 1810).

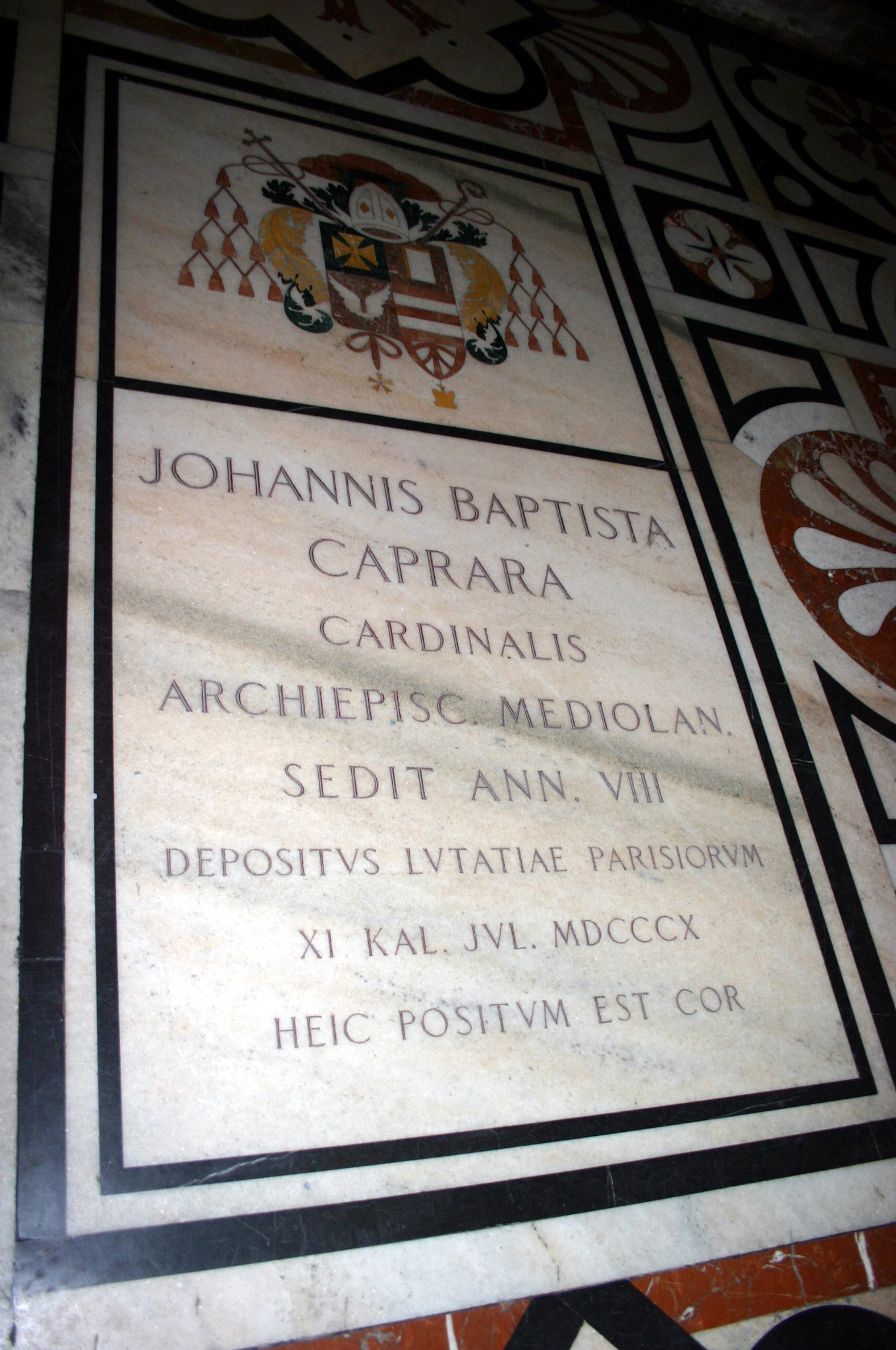
Tumba de Caprara en la Catedral de Milán.

Caprara murió en París, el 21 de junio de 1810. En su última voluntad, legó su fortuna al hospital de Milán. Por orden de Napoleón, Caprara tuvo un funeral solemne, y fue enterrado en el Panteón de París hasta 1861, mientras que su corazón fue inhumado en la Catedral milanesa.

## Obras
- Concordat et recueil des bulles et brefs de N. S. Pie VII. sur les affaires de l'Eglise de France (1802).